# Dunarobba
Dunarobba is een plaats (frazione) in de Italiaanse gemeente Avigliano Umbro.